# エフスタティオス・タヴラリディス
エフスタティオス・"スタティス"・タヴラリディス（ギリシア語: Ευστάθιος "Στάθης" Ταυλαρίδης, ラテン文字表記: Efstathios "Stathis" Tavlaridis, 1980年1月25日 - ）は、ギリシャ・セレス出身の元同国代表サッカー選手。現役時代のポジションはディフェンダー（センターバック）。
コンフェデレーションズカップ2005に出場した元ギリシャ代表センターバック。
当たり負けしない身体と、空中戦での強さが武器。ASサンテティエンヌ時代は体を張った守りからチームに不可欠な存在であった。

## 経歴

### クラブ
1997年、イラクリス・テッサロニキFCでデビュー。2001年9月、21歳でプレミアリーグの強豪アーセナルFCへ移籍。しかしクラブには7月にソル・キャンベルが既に加入しており、更に翌年2月にはコロ・トゥーレと同じセンターバックの選手が加入し、自身は全く出番がなかった。そのため2003年1月に当時2部のポーツマスFCへ半年間のレンタル移籍をした。しかし同クラブでも3試合の出場に留まった。2年半在籍したアーセナルでのリーグ戦は1試合しか出場できなかった。
2004年1月、リールへレンタル移籍。16試合に出場し、後にアーセナルから完全移籍となった。2007年6月、3年契約でASサンテティエンヌへ加入。
2010年6月、サンテティエンヌとの契約満了に伴い母国ギリシャのAEL 1964に移籍。2014年12月30日、アトロミトスFCからパナシナイコスに移籍することが発表された。2017年1月31日、アリス・テッサロニキと1年半の契約を交わした。

### 代表
2005年6月、FIFAコンフェデレーションズカップ2005のメンバーとしてフル代表に初選出。グループリーグ第2戦の日本戦に先発出場し、代表デビューを果たした。続くグループリーグ最終戦のメキシコ戦では交代出場でピッチに立った。しかしチームはグループリーグで敗退。以後は代表に招集されていない。

## 代表歴
- ギリシャ代表
  - 2005年6月19日 - A代表初出場（コンフェデレーションズカップ2005） - 日本戦（フランクフルト・ヴァルトシュタディオン）
  - 2005年 コンフェデレーションズカップ（グループリーグ敗退）